# Helmer Gille
Helmer Gille var svensk friidrottare (stavhoppare) som tävlade för bland annat IFK Gävle.

## Främsta meriter
Gille var inofficiell svensk rekordhållare i stavhopp 1902. 

## Idrottskarriär (stavhopp)
Den 31 maj 1902 förbättrade Gille i Gävle Oscar Odéns inofficiella svenska rekord i stavhoppfrån 2,95 till 3,12. Det skulle komma att slås senare 1902 av Bruno Söderström.